# Брекиња (Козарска Дубица)
Брекиња је насељено мјесто у општини Козарска Дубица, Република Српска, БиХ. Према попису становништва из 2013. у насељу је живјело 238 становника.

## Географија
Брекиња је поткозарско село, налази се између села Међувође и Кнежица, на регионалном путу између Козарске Дубице и Приједора. Село се успиње на брду где је обновљена црква, код које се налазе школа и парк.

## Историја
Село је познато по свом учешћу у Другом свјетском рату и партизанској дјелатности у том крају. Село је имало и цркву која је била срушена у Другом свјетском рату а данас је опет обновљена. Храм Успења пресвете Богородице се налази на брду изнад села, где се налази и напуштена основна школа „Клуз-Чајевец“, где је у децембру 1941. и почетком 1942. одржан први омладински војно-политички курс.

## Пут
Године 2010. село је добило асфалтиран пут до регионалне цесте Приједор-Козарска Дубица у дужини од 1.300 метара.

## Становништво
По посљедњем службеном попису становништва из 1991. године, насељено мјесто Брекиња имало је 316 становника.
| Националност       | 2013. | 1991. | 1981. | 1971. | 1961. |
| Срби               |       | 308   | 294   | 339   | 341   |
| Југословени        |       | 4     | 57    | 19    |       |
| Хрвати             |       | 1     |       |       |       |
| остали и непознато |       | 3     |       |       |       |
| Укупно             | 238   | 316   | 351   | 358   | 341   |

| Демографија | Демографија | Демографија |
| Година      | Становника  | Становника  |
| ----------- | ----------- | ----------- |
| 1948.       | 382         |             |
| 1953.       | 358         |             |
| 1961.       | 341         |             |
| 1971.       | 358         |             |
| 1981.       | 351         |             |
| 1991.       | 315         |             |
| 2013.       | 238         |             |